# Cadwell (Georgia)
Cadwell es un pueblo ubicado en el condado de Laurens en el estado estadounidense de Georgia. En el censo de 2000, su población era de 329.

## Demografía
En el 2000 la renta per cápita promedia del hogar era de $32,727, y el ingreso promedio para una familia era de $38,750. El ingreso per cápita para la localidad era de $16,372. Los hombres tenían un ingreso per cápita de $28,417 contra $19,773 para las mujeres.

## Geografía
Cadwell se encuentra ubicado en las coordenadas 32°20′25″N 83°2′33″O / 32.34028, -83.04250 (32.340353, -83.042462).
Según la Oficina del Censo, la localidad tiene un área total de 3,4 km² (1,3 mi²), de la cual 3,4 km² (1,3 mi²) es tierra y 0 km² (0 mi²) (0.00%) es agua.